# ヨバナ・ブラコチェビッチ
ヨヴァナ・ブラコチェヴィッチ（セルビア語: Јована Бракочевић、1988年3月5日 - ）は、セルビアの女子バレーボール選手。ポジションはオポジット。セルビア代表。

## 来歴
ヴォイヴォディナ自治州のズレニャニン（当時はユーゴスラビア社会主義連邦共和国）出身。
196cmの長身を活かし、長い手の遠心力を使ってスパイクを打つ。卓越した身体能力を持っていたことから、次世代の大型エースとして注目された。イタリアセリエA2のコネリアーノでは2007/2008シーズンのベストスコアラーを獲得し、チームを優勝とセリエA1昇格に導いた。
2006年、セルビア・モンテネグロ代表として出場した世界選手権で銅メダルを獲得する。2007年の欧州選手権よりスタメンとなり、チームを準優勝へ導くと共にベストサーバー賞を受賞した。その後同年のワールドカップ、2008年の北京オリンピックに出場した。
2011年9月に行われた欧州選手権では初優勝を飾り、自身もMVPに輝いた。同年のワールドカップからイェレナ・ニコリッチの代表辞退により若くしてキャプテンに任命されるが、左手首の負傷により満足なプレーができなかった。翌2012年のロンドンオリンピックに出場し、2大会連続の五輪出場となった。
2011-2012年シーズンは、VプレミアリーグのJTマーヴェラスでプレーした。現在はトルコリーグの強豪・ワクフバンクに移籍し、木村沙織とチームメイトである。2012-13シーズンの欧州チャンピオンズリーグで2シーズンぶりの優勝に大きく貢献し、大会MVPに輝いた。
2013年、FIVBワールドグランプリで銅メダルを獲得、自身もベストスパイカー部門1位、ベストオポジットに輝いた。同年10月の世界クラブ選手権でワクフバンク初優勝に貢献し、MVPを受賞した。2016年8月のリオ五輪で銀メダルを獲得した。

## 球歴
- 三大大会
  - オリンピック - 2008年（5位）、2012年（11位）、2016年（銀メダル）
  - 世界選手権 - 2006年（銅メダル）、2010年（8位）、2014年（7位）
  - ワールドカップ - 2007年（5位）、2011年（7位）
- その他大会
  - 欧州選手権 - 2007年（準優勝）、2009年（7位）、2011年（優勝）、2013年（4位）
  - ワールドグランプリ - 2011年（3位）、2012年（11位）、2013年（3位）

## 受賞歴
- 2007年 欧州選手権 ベストサーバー
- 2010年 ヨーロッパリーグ ベストスパイカー
- 2011年 ヨーロッパリーグ MVP ベストスパイカー
- 2011年 ワールドグランプリ ベストスコアラー
- 2011年 欧州選手権 MVP
- 2013年 2012-13欧州チャンピオンズリーグ　MVP
- 2013年 ワールドグランプリ ベストオポジット
- 2013年 欧州選手権 ベストスパイカー賞
- 2013年 世界クラブ選手権　MVP

## 所属クラブ
- ／ ポシュタル064 ベオグラード （2004-2007年）
- スペス・バレー・コネリアーノ （2007- 2010年）
- 広東恒大（2010-2011年）
- JTマーヴェラス（2011-2012年）
- ワクフバンク・テュルクテレコム（2012-2014年)
- アゼリョル・バクー（2014-2015年）
- River Volley（2016-2017年）
- Altay VC（2017年）
- CSMブカレスト（2018年）
- ブドフラニ・ウッチ（2018-2019年）
- AGILバレー（2019-2020年）
- グルパ・アゾティ・チェミック・ポリツェ（2020-2023年）
- ベシクタシュ（2023年-）